# Gare de Matlock
La gare de Matlock appartient à Network Rail et est gérée par East Midlands Railway. Elle dessert la ville de Matlock dans le comté du Derbyshire en Angleterre. La gare est le terminus de deux lignes, la Derwent Valley line (en) depuis Derby et le chemin de fer touristique Peak Rail (en) qui exploitent des services touristique vers Rowsley South. Les deux lignes sont constituées de portions de l'ancienne ligne principale du Midland Railway menant à Manchester Central. Bien que le fonctionnement en continu soit techniquement possible, il n'est pas effectué en service normal.

## Histoire

### Origine
La gare, d'abord nommée Matlock Bridge, a ouvert ses portes aux premiers passagers le 4 juin 1849, lors de l'ouverture de la ligne entre Ambergate et Rowsley. Le bâtiment, conçu par Sir Joseph Paxton, est devenu accessible au public en 1850.

### Histoire récente
Une partie de l'itinéraire au nord de Matlock est désormais préservée en tant que chemin de fer touristique par le groupe de préservation ferroviaire Peak Rail.
Aujourd'hui, le chemin de fer touristique fonctionne sur une distance de 5,6 km de Rowsley South à travers Darley Dale et termine à la gare de Matlock.
Avant 2004, la compagnie ferroviaire Midland Mainline assurait des services jusqu'à la gare de Saint-Pancras et Central Trains assurait des voyages à Birmingham.
Avant 2004, la compagnie ferroviaire Midland Mainline assurait des services vers Londres St Pancras, tandis que Central Trains proposait des trajets vers et depuis Birmingham New Street et à partir de mai 2015, la plupart des trajets en semaine s'effectuaient vers/depuis Newark Castle via Derby et Nottingham. En octobre 2021, l'East Midlands Railway a réorganisé ses modèles de service et, mettant fin aux trajets en semaine depuis Matlock jusqu'à Derby.
La réalisation des travaux dans la carrière Cawdor adjacente a entraîné l'inauguration d'un nouveau supermarché à Matlock en 2007, avec la perspective de plusieurs centaines de nouvelles maisons à proximité. En parallèle, la gare routière de Matlock a été déplacée pour être contiguë à la gare ferroviaire, offrant ainsi à Matlock un véritable pôle d'échange de transports. Durant la période allant du 1er avril 2009 au 31 mars 2010, les départs depuis la gare ont connu une augmentation de 40,70 %.

## Service des voyageurs

### Desserte

Installations et desserte
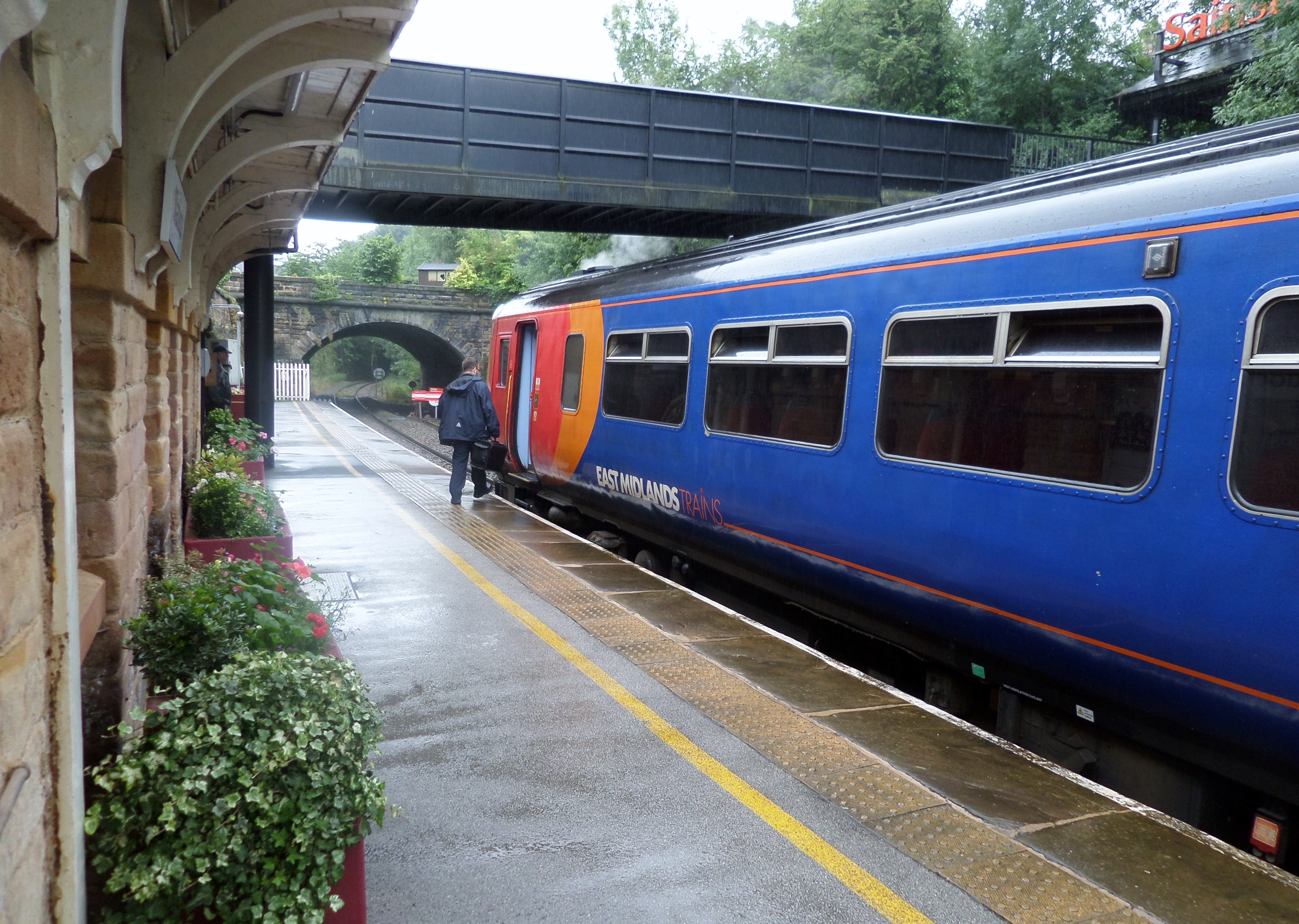
en 2017.
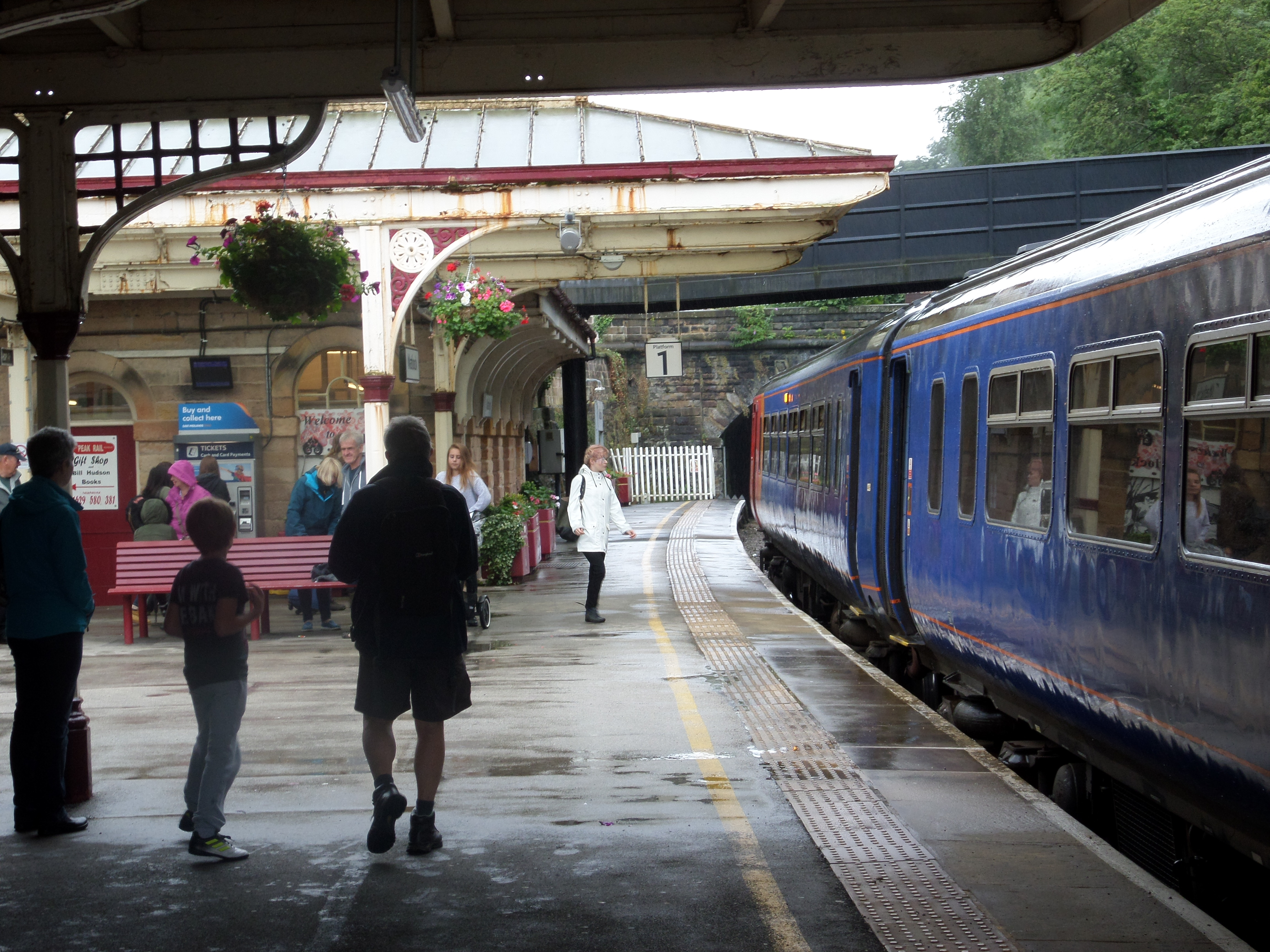
En 2017.
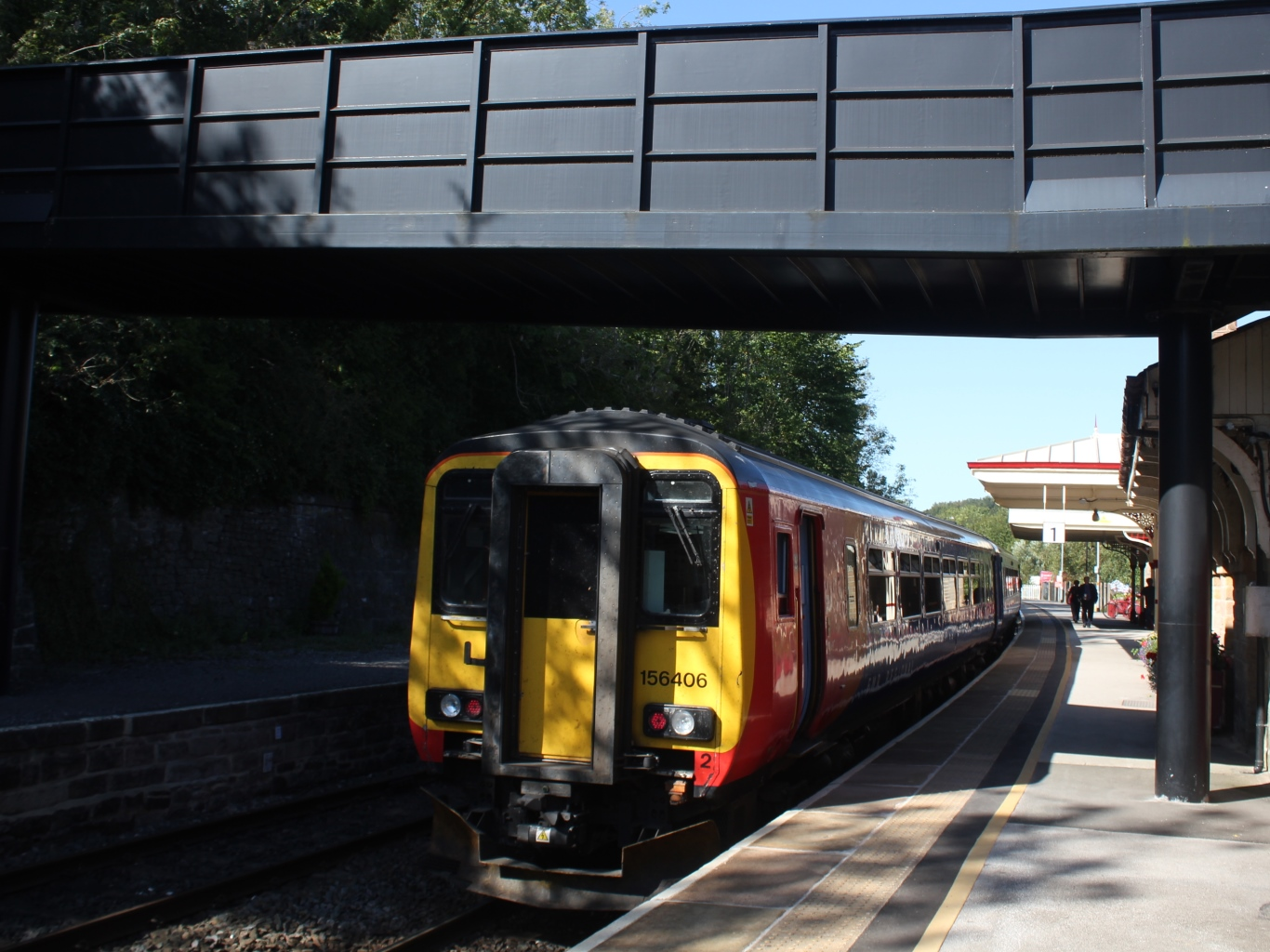
En 2019.

## Patrimoine ferroviaire

### Trains touristiques

Installations et desserte
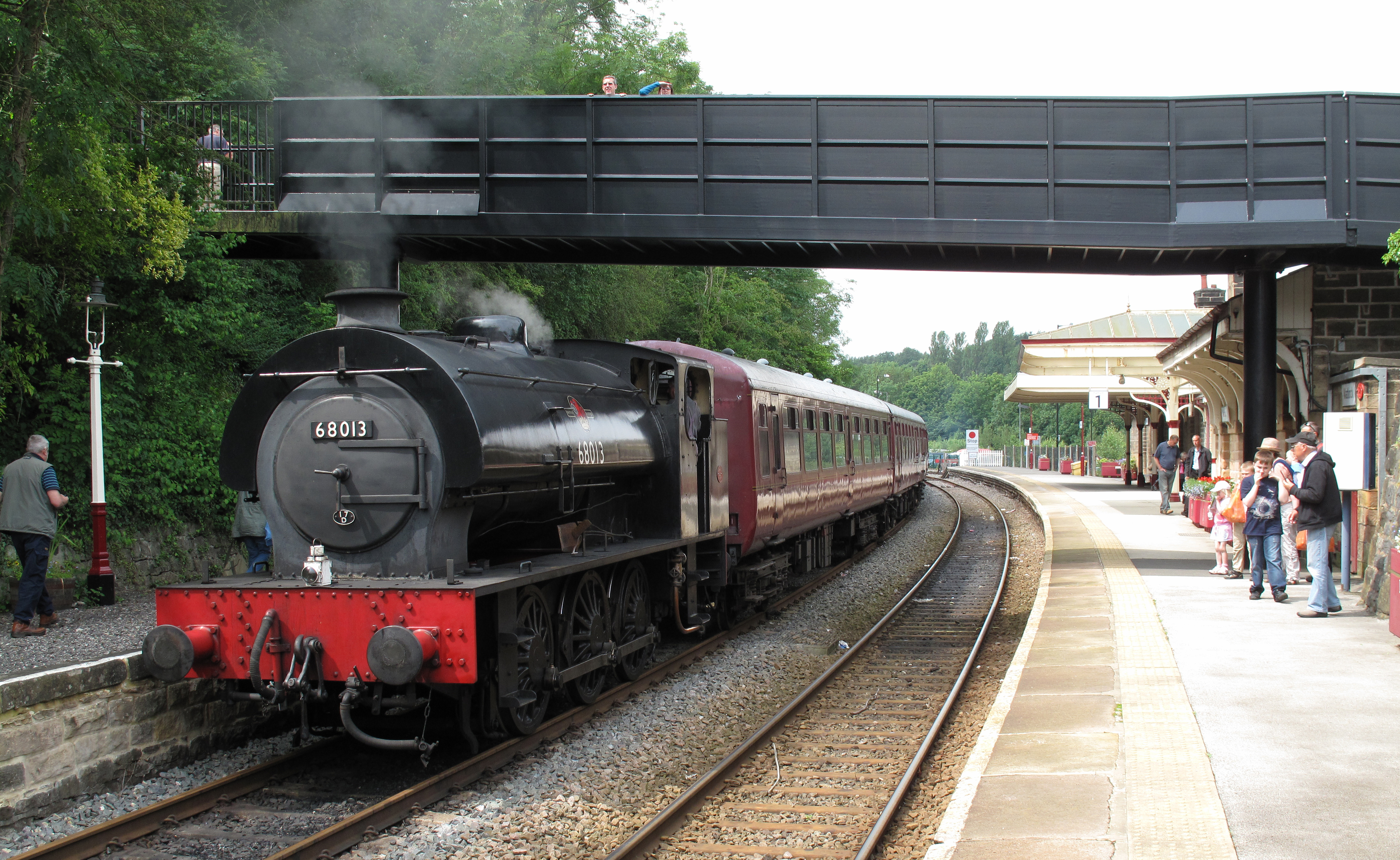
en 2012.
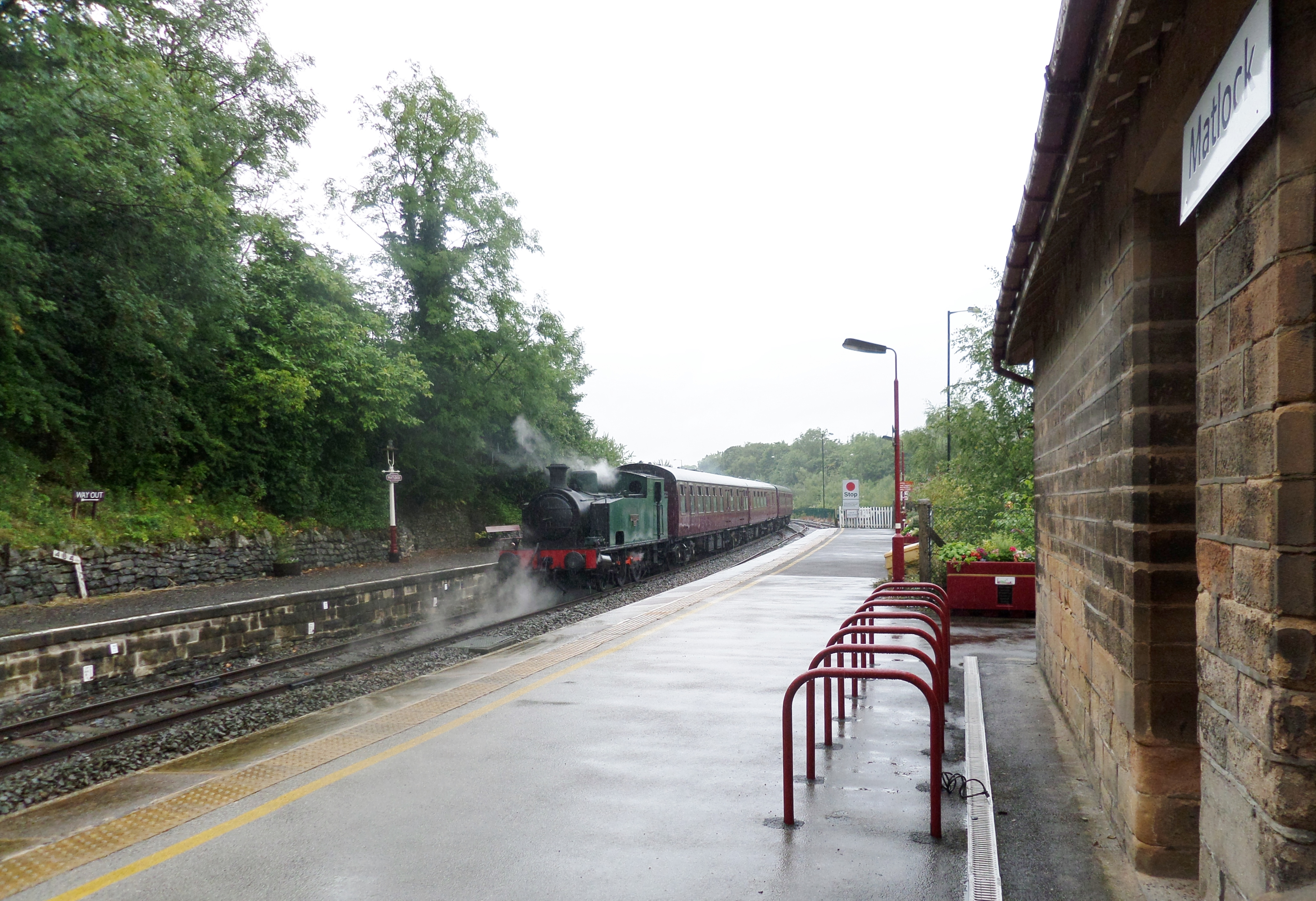
En 2017.
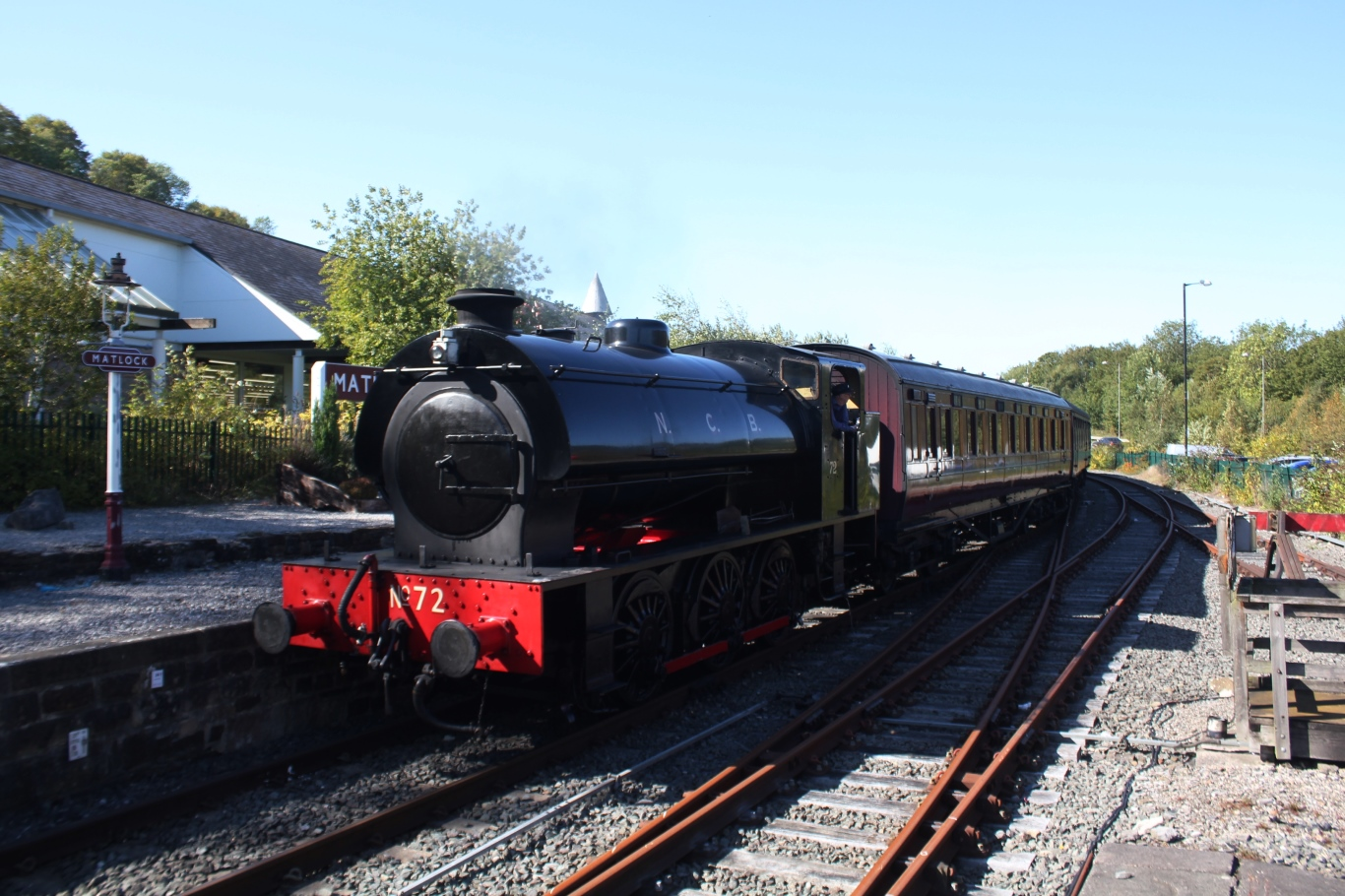
En 2019.